# راسيل كروسلي
راسيل كروسلي (بالإنجليزية: Russell Crossley)‏ هو لاعب كرة قدم بريطاني، ولد في 25 يونيو 1927. لعب مع شروزبري تاون ونادي ليفربول.